# Gra końcowa
Gra końcowa (końcówka) w partii szachowej to okres gry, gdy na szachownicy pozostało niewiele bierek. Trudno jest jednoznacznie określić, kiedy rozpoczyna się końcówka.
Gra końcowa, ze względu na małą liczbę figur, charakteryzuje się wolnymi liniami i kolumnami. Oznacza to, że decydującą rolę w tej fazie partii mogą odgrywać ciężkie figury (hetmany i wieże). Kiedy brakuje tych figur, sporą rolę w zamatowaniu przeciwnika odgrywają króle.
Zazwyczaj, jeśli partnerzy mają podobną liczbę bierek w końcówce, partia kończy się remisem. Jeżeli jeden z graczy ma przewagę piona, będzie próbował doprowadzić go do linii przemiany i dorobić dodatkowego hetmana, najczęściej rozstrzygając partię na swoją korzyść. Z tego powodu w końcówce znacznie rośnie wartość pionów. Strona słabsza zazwyczaj próbuje doprowadzić do remisu (pat lub wieczny szach).
Nie zawsze strona mająca przewagę jest w stanie doprowadzić do zwycięstwa. Poniższa tabelka przedstawia niektóre klasyczne końcówki, z najczęstszymi zakończeniami. W niektórych sytuacjach, mimo iż zazwyczaj pada remis, możliwy jest mat, przy określonym rozstawieniu figur.
| Strona 1                             | Strona 2       | Najczęstszy rezultat |
| ------------------------------------ | -------------- | --- |
| król, wieża                          | król           | mat, 1:0 |
| król, dwie wieże                     | król           | mat, 1:0 |
| król, goniec                         | król           | remis, ½:½; |
| król, 2 gońce                        | król           | mat, 1:0 |
| król, skoczek                        | król           | remis, ½:½ |
| król, 2 skoczki                      | król           | remis, ½:½, ale teoretycznie możliwy mat, 1:0                                                                                    |
| król, hetman                         | król           | mat, 1:0 |
| król, wieża, pion                    | król, wieża    | remis, ½:½, ale możliwy mat, 1:0                                                                                                 |
| król, goniec, pion                   | król, goniec   | remis, ½:½ (jeśli gońce są różnopolowe), ale możliwy mat, 1:0                                                                    |
| król, goniec, pion                   | król           | remis, ½:½ (jeśli pole przemiany piona jest innego koloru niż kolor gońca a pion jest na kolumnie a lub h), ale możliwy mat, 1:0 |
| król, skoczek, pion                  | król, skoczek  | remis, ½:½, ale możliwy mat, 1:0                                                                                                 |
| król, wieża                          | król, 2 pionki | remis, ½:½, ale możliwy mat, 1:0 lub 0:1                                                                                         |
| król, pion                           | król, skoczek  | remis, ½:½ ale możliwy mat, 1:0                                                                                                  |
| król, skoczek, goniec                | król           | mat, 1:0 |
| król, hetman, pion                   | król, hetman   | remis, ½:½, ale możliwy mat, 1:0                                                                                                 |
| król, pion (na przedostatniej linii) | król, hetman   | remis, ½:½, ale możliwy mat, 0:1                                                                                                 |
| król, pion                           | król           | mat, 1:0, ale możliwy remis, jeśli król strony słabszej znajduje się przed pionem (tzw. opozycja)                                |
| król, wieża                          | król, goniec   | remis, ½:½ |
| król, wieża                          | król, skoczek  | remis, ½:½ |
| król, wieża, goniec                  | król, wieża    | remis, ½:½, ale możliwy mat, 1:0                                                                                                 |
| król, wieża, skoczek                 | król, wieża    | remis, ½:½, ale możliwy mat, 1:0                                                                                                 |
| król                                 | król           | remis, ½:½ |

## Wybrana literatura
- Jurij Awerbach Chess Endings: Essential Knowledge, 1966 & 1993, ISBN 1-85744-022-6.
- Jurij Awerbach Comprehensive Chess Endings 1: Bishop Endings, Knight Endings, 1983, ISBN 0-08-026900-1
- Jurij Awerbach Comprehensive Chess Endings 2: Bishop vs Knight Endings, Rook vs Minor Piece Endings, 1985, ISBN 0-08-026901-X
- Jurij Awerbach Comprehensive Chess Endings 3: Queen Endings, 1986, ISBN 0-08-026904-4
- Jurij Awerbach Comprehensive Chess Endings 4: Pawn Endings, 1987, ISBN 0-08-032043-0
- Jurij Awerbach Comprehensive Chess Endings 5: Rook Endings, 1987, ISBN 0-08-032048-1
- John Nunn Secrets of Minor-Piece Endings, 1995, ISBN 0-8050-4228-8
- John Nunn Secrets of Pawnless Endings, 2002, ISBN 1-901983-65-X
- John Nunn Secrets of Practical Chess, 2007, ISBN 978-1-904600-70-1
- Wiktor Korcznoj Practical Rook Endings, 2002, ISBN 3-283-00401-3
- Jerzy Konikowski Szybki kurs końcówek, Część 1, Wydawnictwo Szachowe Penelopa, Warszawa 2002, ISBN 83-86407-49-2